# Aunay-sous-Crécy
Pour les articles homonymes, voir Aunay et Crécy.
Aunay-sous-Crécy est une commune française située dans le département d'Eure-et-Loir en région Centre-Val de Loire.

## Géographie

### Situation

Situation géographique
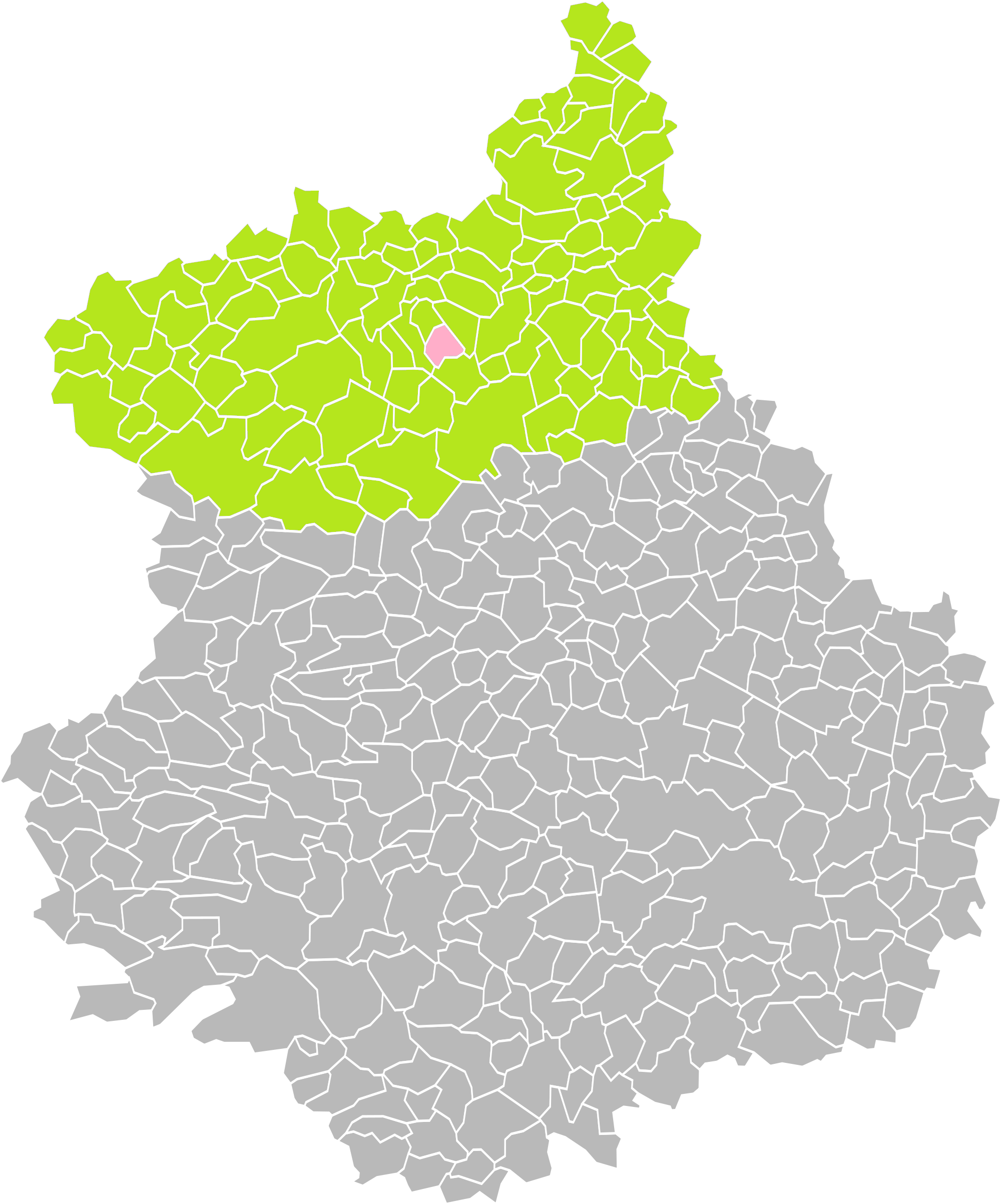
Aunay-sous-Crécy dans son arrondissement.
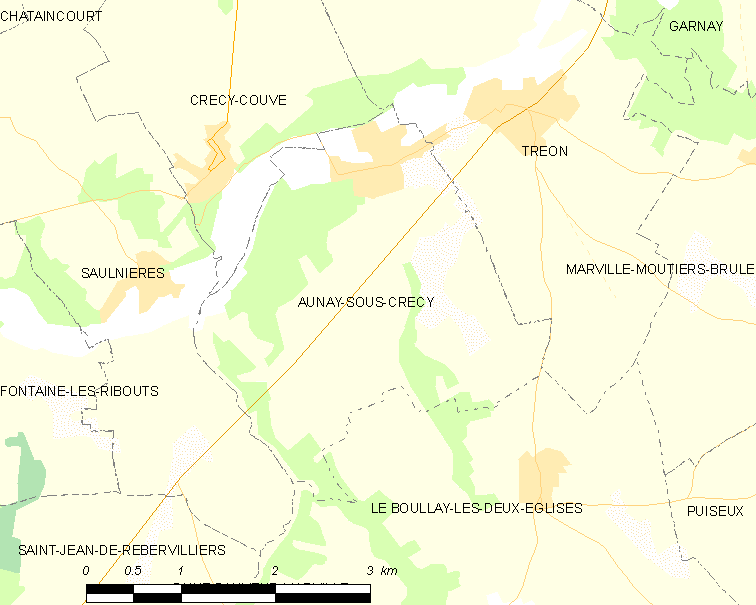
Carte de la commune d'Aunay-sous-Crécy.

### Communes limitrophes
| Crécy-Couvé                 |                        | Tréon                       |
| Saulnières                  | Aunay-sous-Crécy       | Marville-Moutiers-Brûlé     |
| Saint-Jean-de-Rebervilliers | Saint-Sauveur-Marville | Le Boullay-les-Deux-Églises |

### Climat
Pour des articles plus généraux, voir Climat du Centre-Val de Loire et Climat d'Eure-et-Loir.
En 2010, le climat de la commune est de type climat océanique dégradé des plaines du Centre et du Nord, selon une étude du CNRS s'appuyant sur une série de données couvrant la période 1971-2000. En 2020, Météo-France publie une typologie des climats de la France métropolitaine dans laquelle la commune est dans une zone de transition entre le climat océanique et le climat océanique altéré et est dans la région climatique Sud-ouest du bassin Parisien, caractérisée par une faible pluviométrie, notamment au printemps (120 à 150 mm) et un hiver froid (3,5 °C).
Pour la période 1971-2000, la température annuelle moyenne est de 10,6 °C, avec une amplitude thermique annuelle de 14,5 °C. Le cumul annuel moyen de précipitations est de 610 mm, avec 11 jours de précipitations en janvier et 7,8 jours en juillet. Pour la période 1991-2020, la température moyenne annuelle observée sur la station météorologique de Météo-France la plus proche, « Marville_sapc », sur la commune de Marville-Moutiers-Brûlé à 6 km à vol d'oiseau, est de 11,1 °C et le cumul annuel moyen de précipitations est de 571,8 mm,. Pour l'avenir, les paramètres climatiques de la commune estimés pour 2050 selon différents scénarios d'émission de gaz à effet de serre sont consultables sur un site dédié publié par Météo-France en novembre 2022.

## Urbanisme

### Typologie
Au 1er janvier 2024, Aunay-sous-Crécy est catégorisée commune rurale à habitat dispersé, selon la nouvelle grille communale de densité à 7 niveaux définie par l'Insee en 2022.
Elle est située hors unité urbaine et hors attraction des villes,.

### Occupation des sols
L'occupation des sols de la commune, telle qu'elle ressort de la base de données européenne d’occupation biophysique des sols Corine Land Cover (CLC), est marquée par l'importance des territoires agricoles (70 % en 2018), une proportion sensiblement équivalente à celle de 1990 (69,9 %). La répartition détaillée en 2018 est la suivante : 
terres arables (56,1 %), forêts (24,6 %), zones agricoles hétérogènes (8,5 %), zones urbanisées (5,5 %), prairies (5,4 %). L'évolution de l’occupation des sols de la commune et de ses infrastructures peut être observée sur les différentes représentations cartographiques du territoire : la carte de Cassini (XVIIIe siècle), la carte d'état-major (1820-1866) et les cartes ou photos aériennes de l'IGN pour la période actuelle (1950 à aujourd'hui).

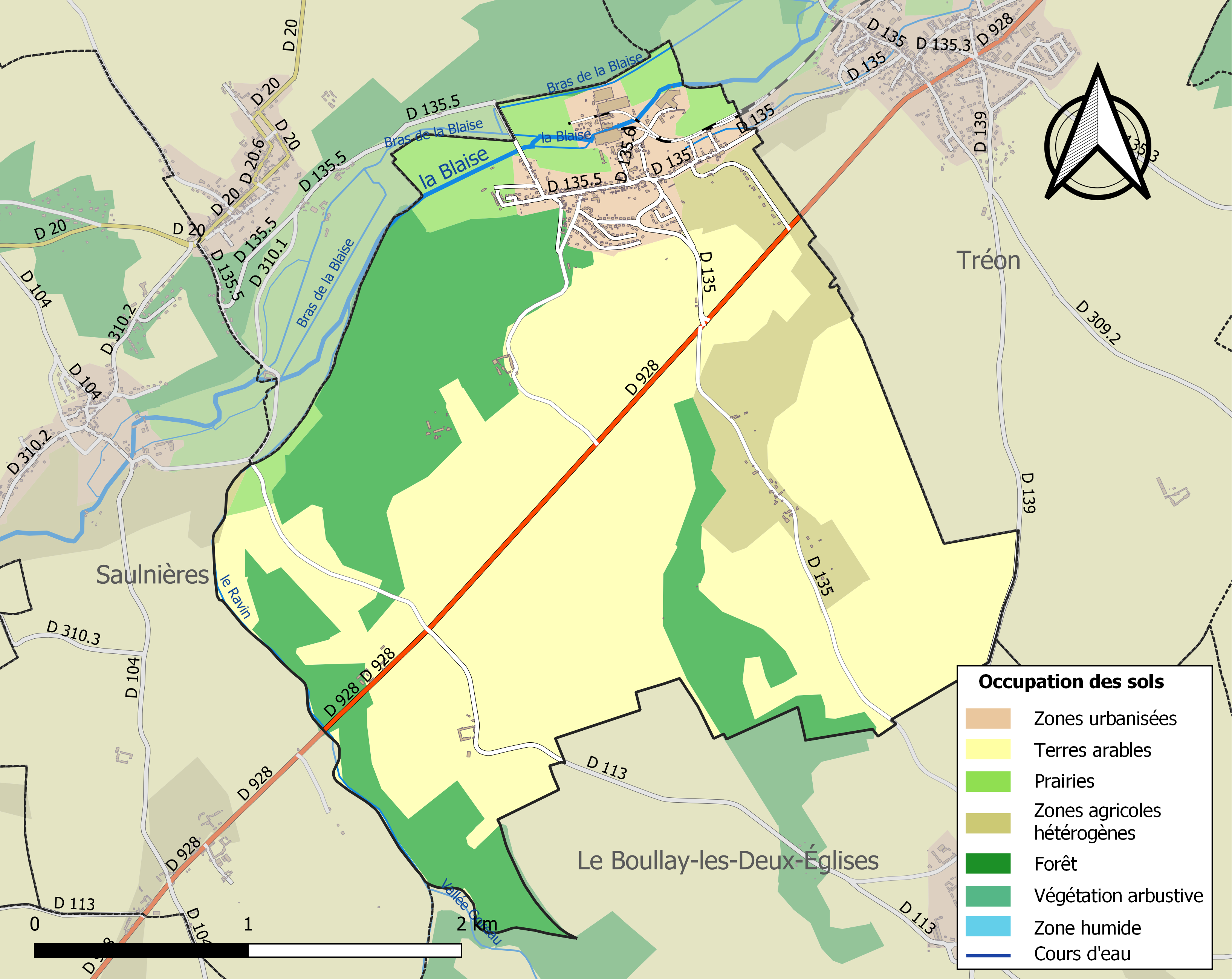
Carte des infrastructures et de l'occupation des sols de la commune en 2018 (CLC).

### Risques majeurs
Le territoire de la commune d'Aunay-sous-Crécy est vulnérable à différents aléas naturels : météorologiques (tempête, orage, neige, grand froid, canicule ou sécheresse), inondationset séisme (sismicité très faible). Il est également exposé à un risque technologique, le transport de matières dangereuses. Un site publié par le BRGM permet d'évaluer simplement et rapidement les risques d'un bien localisé soit par son adresse soit par le numéro de sa parcelle.

#### Risques naturels
Certaines parties du territoire communal sont susceptibles d’être affectées par le risque d’inondation par débordement de cours d'eau et par ruissellement et coulée de boue, notamment la Blaise. La commune a été reconnue en état de catastrophe naturelle au titre des dommages causés par les inondations et coulées de boue survenues en 1999 et 2018,.

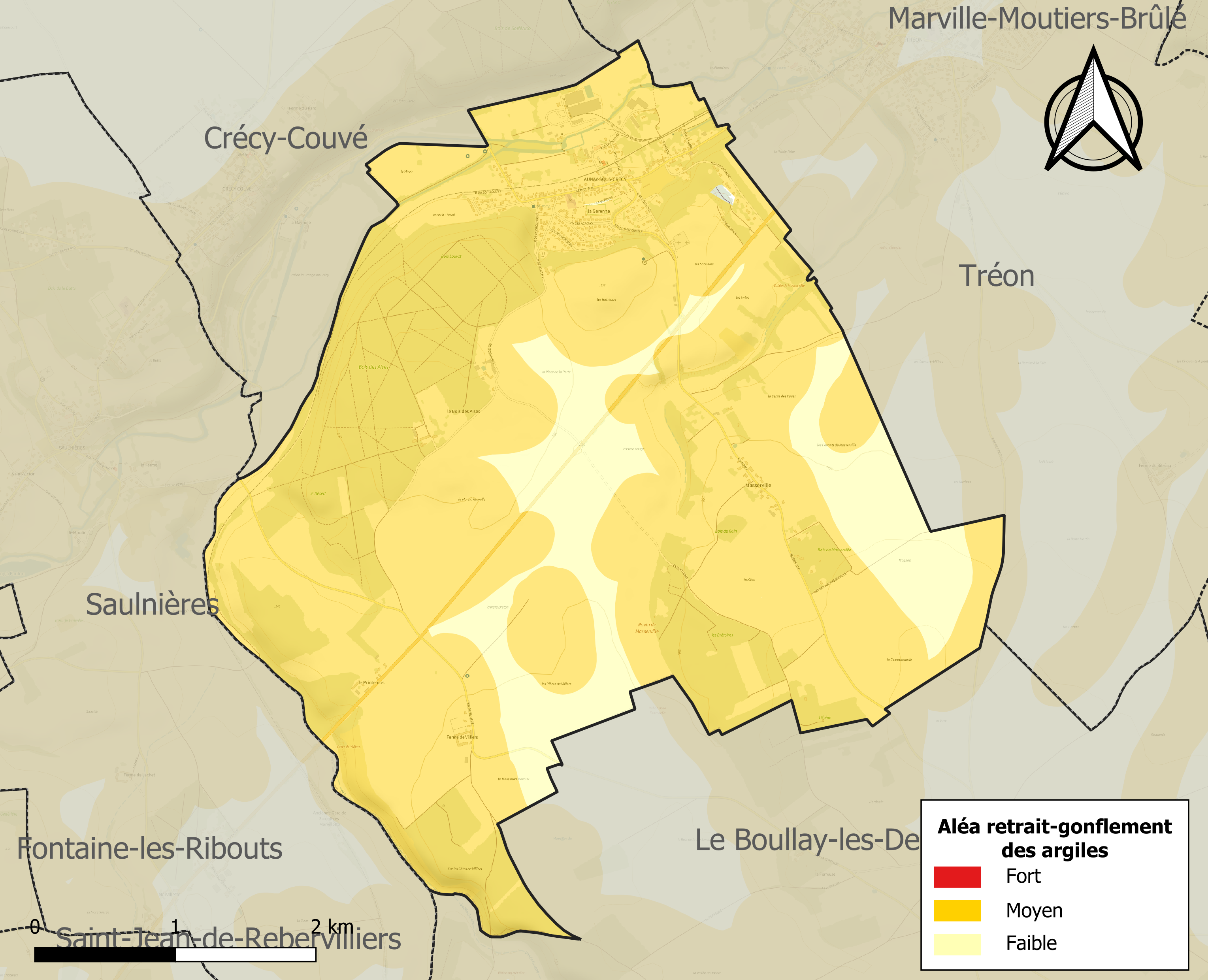
Carte des zones d'aléa retrait-gonflement des sols argileux d'Aunay-sous-Crécy.

Le retrait-gonflement des sols argileux est susceptible d'engendrer des dommages importants aux bâtiments en cas d’alternance de périodes de sécheresse et de pluie. 85,4 % de la superficie communale est en aléa moyen ou fort (52,8 % au niveau départemental et 48,5 % au niveau national). Sur les 265 bâtiments dénombrés sur la commune en 2019, 265 sont en aléa moyen ou fort, soit 100 %, à comparer aux 70 % au niveau départemental et 54 % au niveau national. Une cartographie de l'exposition du territoire national au retrait gonflement des sols argileux est disponible sur le site du BRGM,.
Concernant les mouvements de terrains, la commune a été reconnue en état de catastrophe naturelle au titre des dommages causés par des mouvements de terrain en 1999.

#### Risques technologiques
Le risque de transport de matières dangereuses sur la commune est lié à sa traversée par des infrastructures routières ou ferroviaires importantes ou la présence d'une canalisation de transport d'hydrocarbures. Un accident se produisant sur de telles infrastructures est en effet susceptible d’avoir des effets graves au bâti ou aux personnes jusqu’à 350 m, selon la nature du matériau transporté. Des dispositions d’urbanisme peuvent être préconisées en conséquence.

## Toponymie
Le nom de la localité est attesté sous les formes latine Alnetum vers 1080, Alaretum vers 1110, Altum et Covetum en 1250, puis sous la forme Alnetum juxta Covetum en 1310 et Saint-Martin d’Aunay-sous-Couvé en 1736.
- Aunay : aunaie, « lieu où poussent des aunes ».

L'aune est un arbre des lieux humides.
Le terme « aulne » est assez récent : l'arbre s'appelait auparavant verne ou vergne.
- Crécy est une commune limitrophe.

## Politique et administration

### Liste des maires
| Période                                  | Période  | Identité               | Étiquette | Qualité                  |
| ---------------------------------------- | -------- | ---------------------- | --------- | ------------------------ |
| Les données manquantes sont à compléter. |          |                        |           |                          |
| 1792                                     | 1795     | Claude Vaudry          |           |                          |
| 1795                                     | 1799     | André Girard           |           | Cultivateur              |
| 1799                                     | 1804     | Pierre Vincent Ivonnet |           | Bourrelier               |
| 1804                                     | 1809     | Claude Vaudry          |           | Cultivateur              |
| 1809                                     | 1815     | André Girard           |           | Cultivateur              |
| 1815                                     | 1818     | Odilon de Bellanger    |           | Militaire                |
| 1818                                     | 1831     | Nicolas Luzurier       |           | Tisserand                |
| 1831                                     | 1865     | Etienne Jumelle        |           | Cultivateur              |
| 1865                                     | 1876     | Pierre Charles Hoddé   |           | Cultivateur              |
| 1876                                     | 1888     | Eugène Nicourt         |           | Cultivateur              |
| 1888                                     | 1896     | Emile Blin             |           | Cultivateur              |
| 1896                                     | 1904     | Aimé Hurel             |           | Industriel               |
| 1904                                     | 1908     | Paul Hurel             |           | Industriel               |
| 1908                                     | 1920     | Edgard Jumelle         |           | Cultivateur              |
| 1920                                     | 1922     | Paul Poussin           |           | Horticulteur-Primeuriste |
| 1922                                     | 1925     | Zéphir Brière          |           | Cultivateur              |
| 1925                                     | 1941     | Ernest Lefèvre         |           |                          |
| 1941                                     | 1976     | Marcel Desdoigts       |           |                          |
| 1976                                     | 1977     | Pierre Hurel           |           |                          |
| 1977                                     | 1993     | Jean-Pierre Sirdey     |           | Enseignant               |
| 1993                                     | 2001     | Marcel Molherat        |           |                          |
| 2001                                     | 2008     | Jean-Pierre Sirdey     |           | Enseignant               |
| 2008                                     | en cours | Jacques Rivière        |           | Technicien               |

## Population et société

### Démographie
L'évolution du nombre d'habitants est connue à travers les recensements de la population effectués dans la commune depuis 1793. Pour les communes de moins de 10 000 habitants, une enquête de recensement portant sur toute la population est réalisée tous les cinq ans, les populations de référence des années intermédiaires étant quant à elles estimées par interpolation ou extrapolation. Pour la commune, le premier recensement exhaustif entrant dans le cadre du nouveau dispositif a été réalisé en 2007.

En 2022, la commune comptait 659 habitants, en évolution de +6,98 % par rapport à 2016 (Eure-et-Loir : −0,23 %, France hors Mayotte : +2,11 %).
| 1793 | 1800 | 1806 | 1821 | 1831 | 1836 | 1841 | 1846 | 1851 |
| ---- | ---- | ---- | ---- | ---- | ---- | ---- | ---- | ---- |
| 202  | 223  | 256  | 211  | 247  | 308  | 369  | 431  | 396  |

| 1856 | 1861 | 1866 | 1872 | 1876 | 1881 | 1886 | 1891 | 1896 |
| ---- | ---- | ---- | ---- | ---- | ---- | ---- | ---- | ---- |
| 335  | 335  | 267  | 306  | 276  | 251  | 268  | 249  | 242  |

| 1901 | 1906 | 1911 | 1921 | 1926 | 1931 | 1936 | 1946 | 1954 |
| ---- | ---- | ---- | ---- | ---- | ---- | ---- | ---- | ---- |
| 261  | 298  | 304  | 285  | 320  | 339  | 318  | 380  | 349  |

| 1962 | 1968 | 1975 | 1982 | 1990 | 1999 | 2006 | 2007 | 2012 |
| ---- | ---- | ---- | ---- | ---- | ---- | ---- | ---- | ---- |
| 437  | 444  | 566  | 666  | 673  | 644  | 578  | 569  | 575  |

| 2017 | 2022 | - | - | - | - | - | - | - |
| ---- | ---- | - | - | - | - | - | - | - |
| 637  | 659  | - | - | - | - | - | - | - |

### Enseignement
L'école Maurice-Hurel ferme ses portes en juillet 2025 : elle accueille les enfants d'Aunay-sous-Crécy et du Boullay-les-Deux-Églises. Les écoliers d'Aunay iront à Tréon et ceux du Boullay à Tremblay-les-Villages.

## Économie

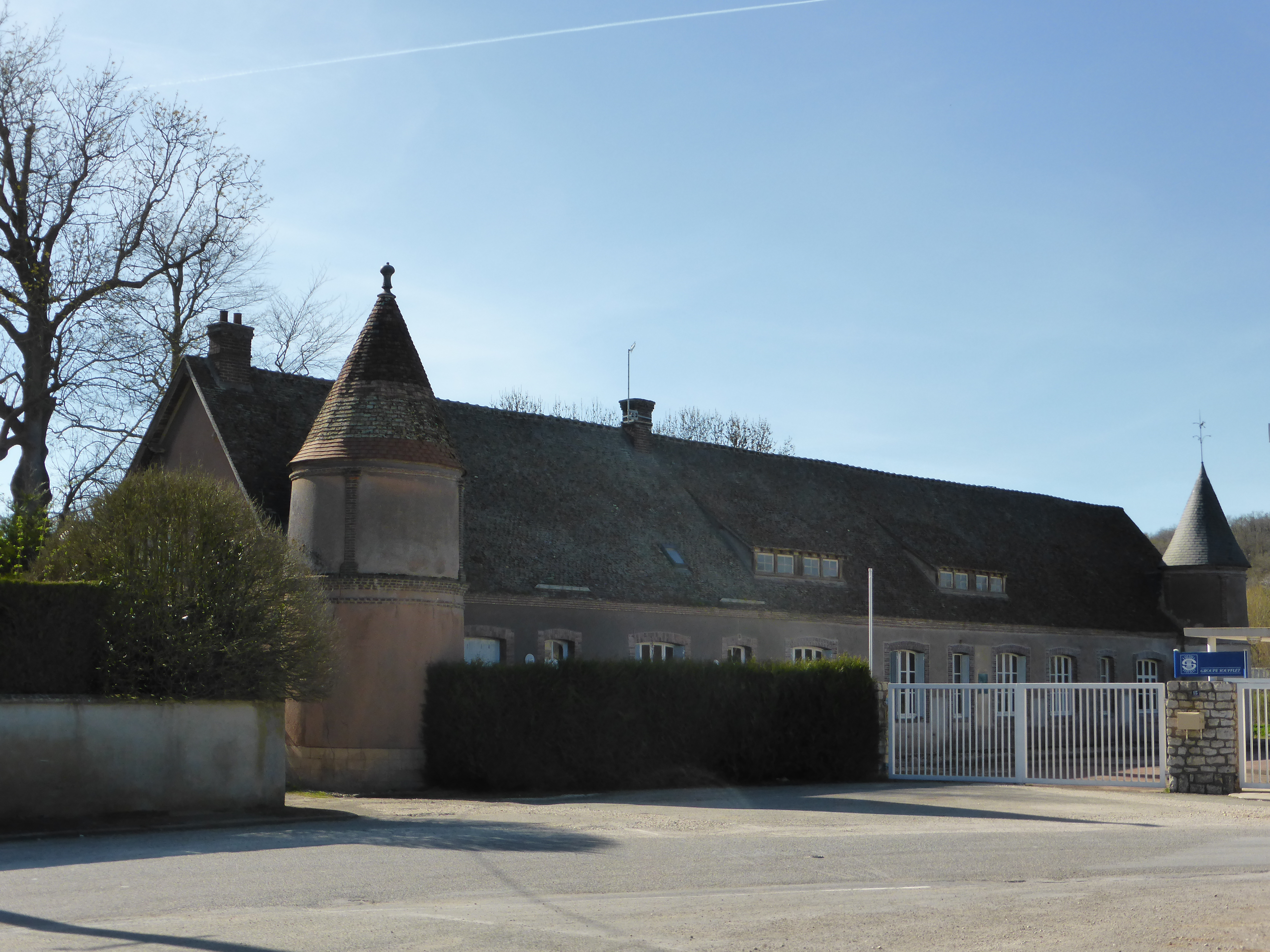
Ancien château d'Aunay, propriété du groupe Soufflet.

- Le silo du groupe Soufflet est desservi par la ligne de Chartres à Dreux. Le site est classé Seveso « seuil bas »[25].
- La ligne de chemin de fer est aujourd'hui réservée au fret, uniquement en direction de Dreux. Après quasiment un siècle d'existence (elle fut inaugurée le lundi 28 juillet 1873[26]) le trafic voyageurs a été fermé le dimanche 4 juillet 1971, date à laquelle la Micheline a effectué son dernier voyage[27]. La ligne voyageur allait de Chartres à Dreux, et inversement, en passant par Bailleau-l'Évêque, Briconville, Clévilliers, Theuvy-Achères, Chêne-Chenu, Saint-Sauveur-Marville, Morvillette, Aunay-sous-Crécy et Garnay. D'Aunay-sous-Crécy, le train mettait dix minutes pour aller à Dreux et quarante-cinq minutes pour se rendre à Chartres.

## Culture locale et patrimoine

### Lieux et monuments

#### Église Saint-Martin
L'édifice actuel daterait de la fin du XVe siècle.
- Trois de ses verrières (baies 3 à 5) sont classées monuments historiques en tant qu'objet depuis 1908[28]. Elles figurent notamment l'ange de l'Annonciation, saint Nicolas de Bari, sainte Barbe, l'Arbre de Jessé et la Vierge à l'Enfant.

En 1946, une verrière des ateliers Lorin de Chartres est réalisée pour orner une baie du mur sud. Elle met en scène l’apparition de Marie à Bernadette Soubirous.
- Deux écussons sont sculptés : le premier (de gueules au croissant d'or, au chef d'argent chargé d'hermines), qui se trouve dans la partie supérieure du vitrail donnant sur la sacristie, côté de l’Évangile, à l'intersection des nervures des meneaux, porte les armoiries de Philippe de Gauville, possesseur de la terre du Nouvet ; le second (de gueules fretté d'argent au franc quartier d'or chargé d'un lion contourné de sable), qui se trouve à l'extérieur de l'église, adossé au premier, est celui de l'épouse de Philippe de Gauville : Jacqueline de Ligneris[30],[Note 2].

#### Ancien château d'Aunay
Le château est construit au XVIIe siècle.

Lieux et monuments
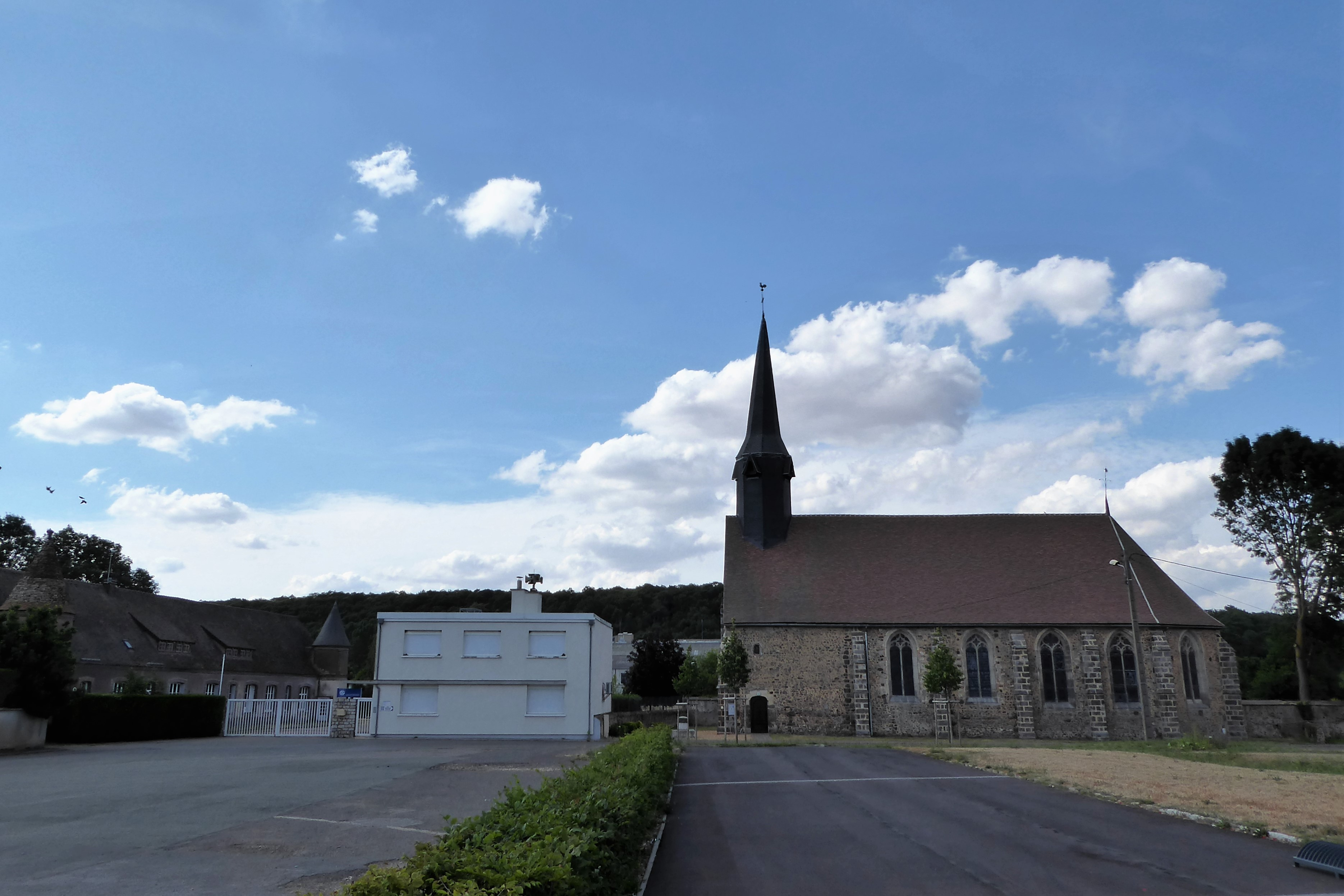
Le château, le bâtiment Soufflet et l'église Saint-Martin.
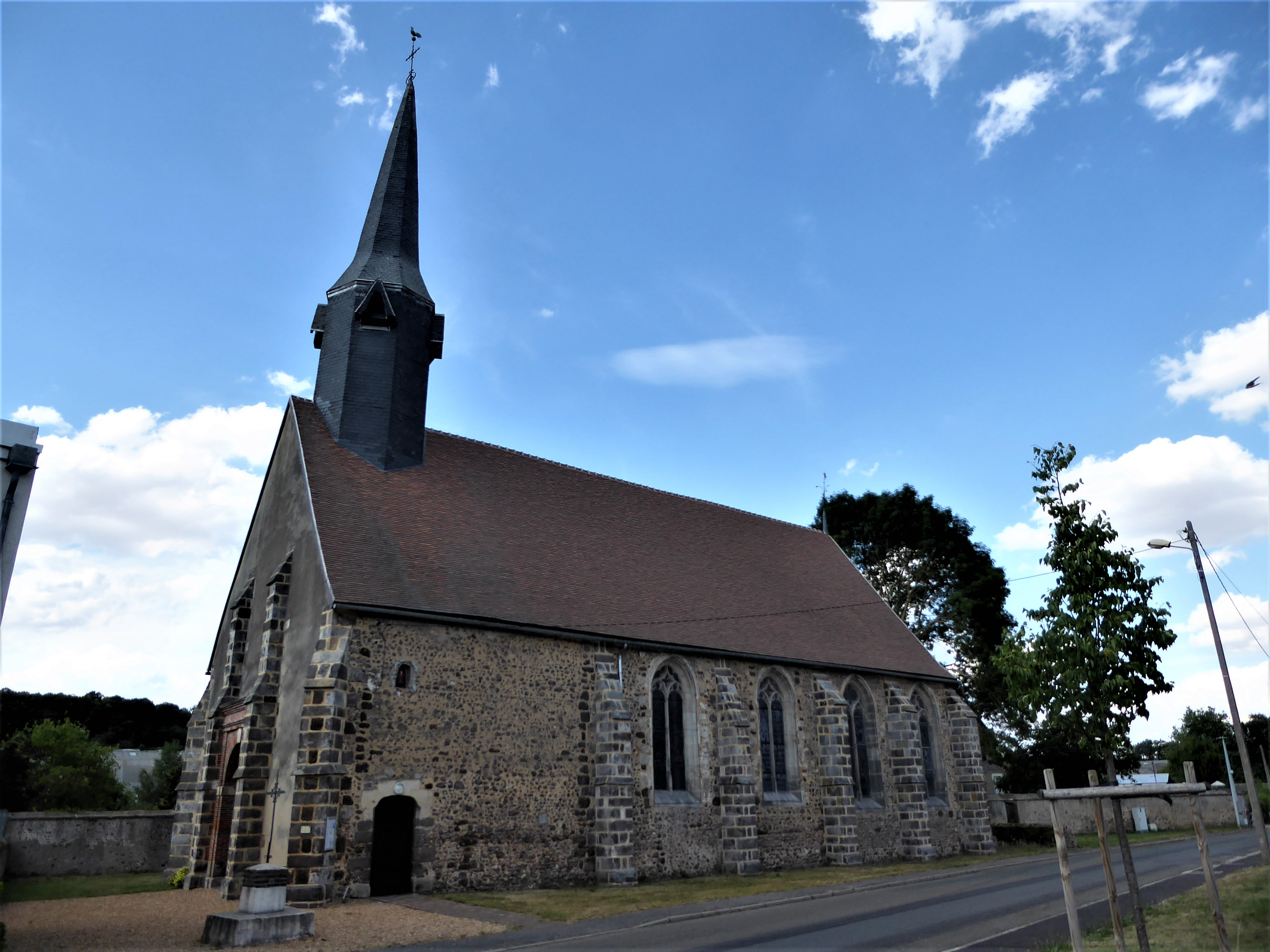
L'église Saint-Martin.
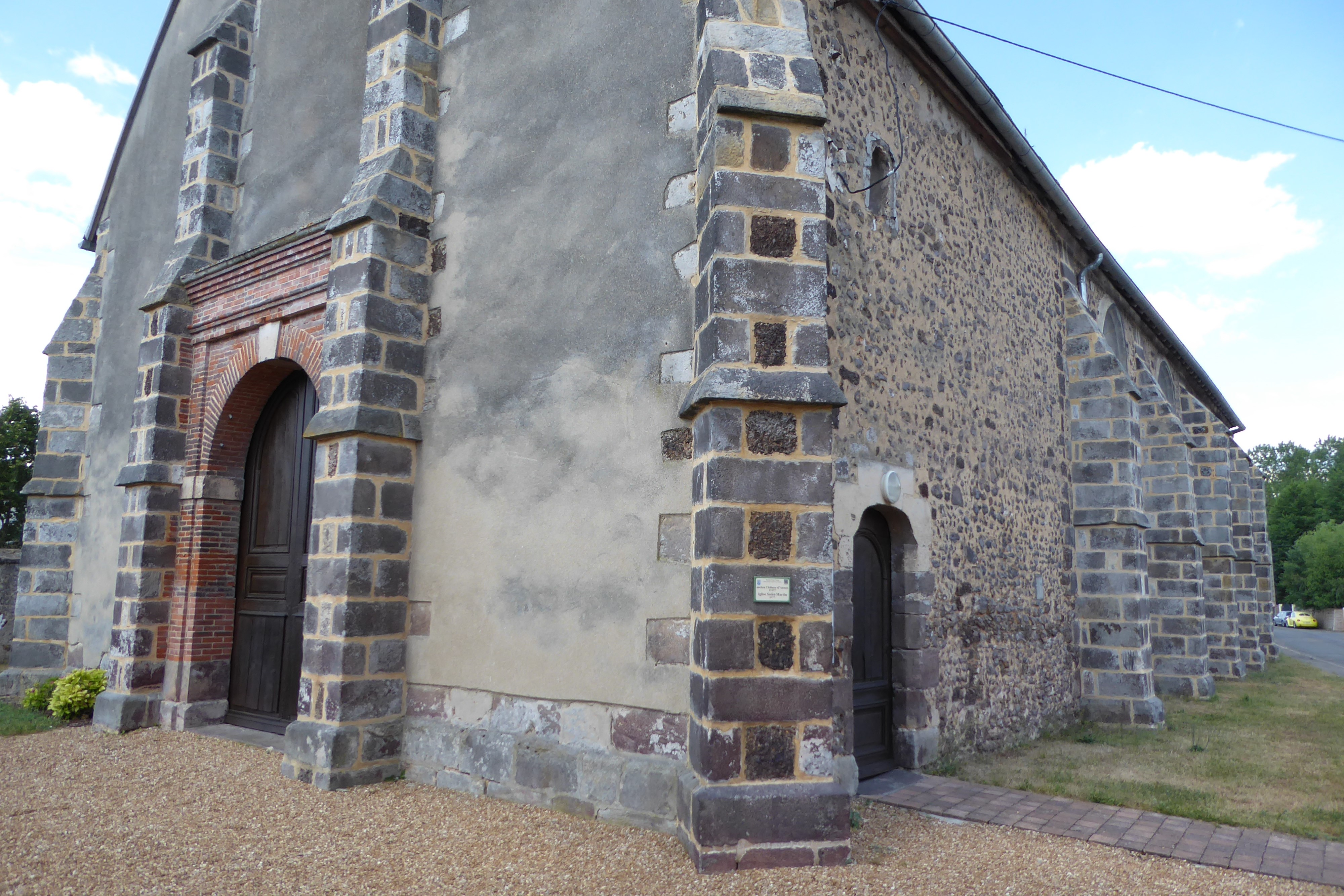
Façade ouest de l'église.
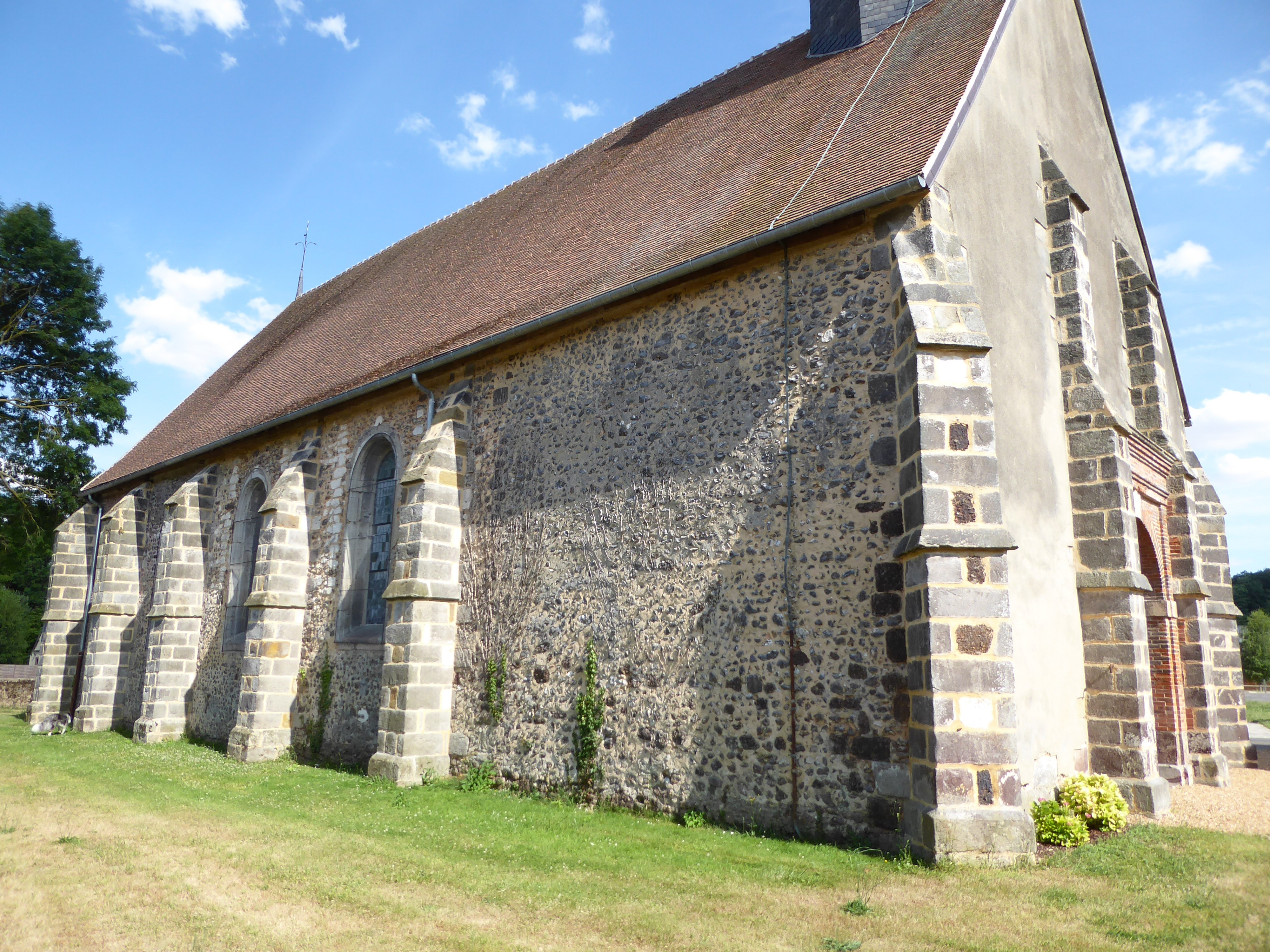
Façade nord de l'église.

### Personnalités liées à la commune
- Charles de La Rivière du Pré d'Auge, chevalier, seigneur de Millouet, puis de Silly (Calvados), né le 26 janvier 1655 au Pré-d'Auge (Calvados), capitaine au régiment de la Marine en 1676. Veuf, il épousa, vers 1692, en secondes noces Marguerite Flory de Lessart, veuve de Philippe de la Vergne, seigneur d'Aunay-sous-Crécy. Il mourut à l'âge de 55 ans, à Aunay-sous-Crécy et il fut inhumé dans l'église le 26 avril 1710[31].
- Émile Perrin (1814-1885), peintre, critique d'art, décorateur de théâtre, directeur de l'opéra-comique de 1848 à 1857, puis en 1862, administrateur général de la Comédie-Française de 1871 à sa mort, membre de l'Académie des beaux-arts. Alors jeune peintre, il a vécu à Aunay-sous-Crécy chez un de ses très proches parents[32].

### Héraldique
|  | Les armes de la commune se blasonnent ainsi : d'argent à l'aulne, au chef échiqueté d'or et d'azur chargé de trois tours d'argent. |